# Michelle Carey
Pour les articles homonymes, voir Carey.
Michelle Carey est une joueuse de hockey sur gazon irlandaise évoluant au poste de milieu de terrain au UCD Ladies HC et pour l'équipe nationale irlandaise.

## Biographie
- Naissance le 5 mai 1999.

## Carrière
Elle a fait partie de l'équipe nationale pour concourir aux Jeux olympiques d'été de 2020 à Tokyo.